# Jagdgeschwader 131
Jagdgeschwader 131 (dobesedno slovensko: Lovski polk 131; kratica JG 131) je bil lovski letalski polk (Geschwader) v sestavi nemške Luftwaffe.

## Organizacija
- štab
- I. skupina

## Vodstvo polka
Poveljniki polka (Geschwaderkommodore)
- Major Gerd von Massow: 1. november 1938